# (19082) Vikchernov
(19082) Vikchernov (1976 QS) – planetoida z pasa głównego asteroid okrążająca Słońce w ciągu 3,37 lat w średniej odległości 2,25 j.a. Odkryta 26 sierpnia 1976 roku.